# Bijin-ga
Bijin-ga (美人画?   lit. "imágenes de mujeres bonitas") es un término utilizado para referirse a las ilustraciones Ukiyo-e con representaciones de mujeres que respondían al ideal de belleza que entonces imperaba. No eran figuras realistas e individualizadas, sino que respondían al concepto ideal clásico japonés de belleza femenina: piel pálida contrastando con el cabello negro, ojos y boca pequeños, nariz larga. A menudo era representaciones de cortesanas famosas celebradas por su belleza e identificadas por su nombre. Junto con los retratos de actores de kabuki fueron un tema principal en el ukiyo-e. En el caso de los actores, trataba de conmemorar no solo al intérprete determinado de un drama, sino a veces la representación concreta de esa obra. En el caso de las cortesanas o damas hermosas, se trataba de que la pujante clase media de comerciantes y magnates urbanos tuviera una imagen de esas bellezas a las que tenían muy pocas posibilidades de acercarse. Un edicto de censura de 1793 prohibió que el nombre de la mujer fuera incluido en la estampa, excepto de las cortesanas de Yoshiwara. Esto dio lugar a un nuevo juego intelectual para artistas como Utamaro, que siguieron incluyendo el nombre de la interesada... en forma de acertijo visual. La censura reaccionó prohibiéndolo también en 1796.

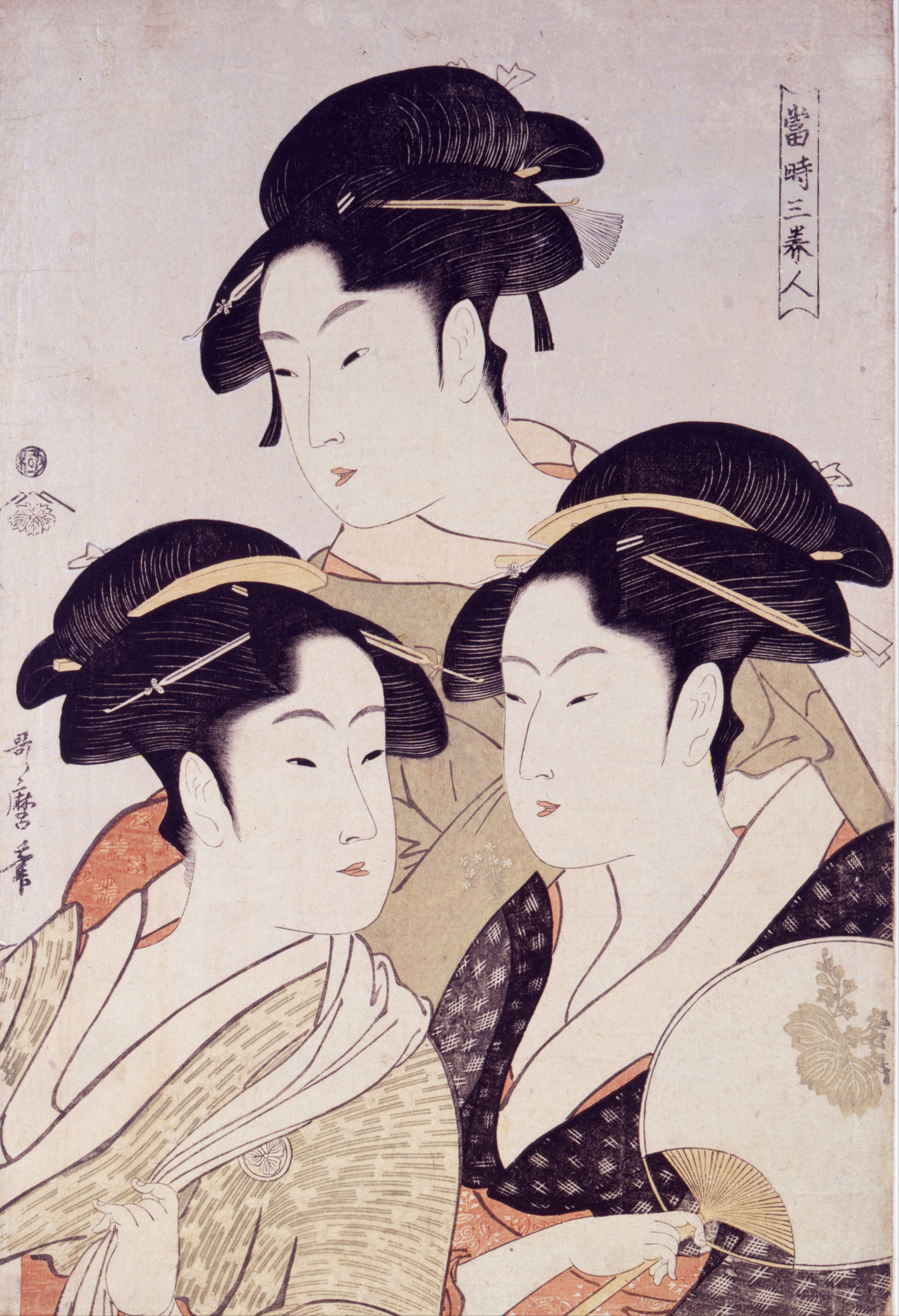
Tres bellezas de nuestros días, de Kitagawa Utamaro (1793).

Antes de la Era Meiji se utilizaba el término Bijin-e (美人 絵?) con el mismo significado. En su concepción semántica, el término no hace referencia exclusivamente a las mujeres y puede emplearse también para representaciones de hombres, aunque ya en el Período Edo era utilizado mayormente para referirse a mujeres. En la actualidad, Bijin-ga es considerado un nombre genérico para las representaciones Ukiyo-e de mujeres hermosas, independientemente de la época en que la obra fue creada. La mayoría de los artistas del estilo Ukiyo-e produjeron obras de tipo Bijin-ga, siendo este uno de los temas centrales del género. Sin embargo, unos pocos, incluyendo a Suzuki Harunobu, Torii Kiyonaga, y Utamaro, son reconocidos ampliamente como autores de este tipo de obras.